# Louis y Bebe Barron
Bebe Barron (16 de junio de 1925 - 20 de abril de 2008 (82 años)) y Louis Barron (23 de abril de 1920 - 1 de noviembre de 1989 (69 años) fueron un matrimonio de músicos y compositores estadounidenses. Nacidos ambos en Mineápolis (Minnesota) son considerados pioneros en el campo de la música electrónica. Se les reconoce por haber realizado las primeras composiciones de música electrónica en cinta magnética o por su relación con los compositores pioneros de The Music for Magnetic Tape Project incluyendo a John Cage. Pero, especialmente, son conocidos por ser los autores de la primera banda sonora totalmente electrónica para una película de ciencia ficción producida por un gran estudio de Hollywood como MGM: Forbidden Planet (1956).

## Bebe Barron
Charlotte May Wind, apodada después "Bebe" por Louis Barron, nació el 16 de junio de 1925 en Minneapolis. Fue la única hija de la pareja Ruth y Frank Wind. Estudió música en la Universidad de Minnesota, de donde se graduó en 1947.Ese mismo año se mudó a la ciudad de Nueva York, y ahí estudió composición con Wallingford Riegger y Henry Cowell.

## Trabajos
- Heavenly Menagerie (1951-52) Cinta.
- Bells of Atlantis (1952) Banda sonora de película.
- For an Electronic Nervous System (1954) Cinta.
- Miramagic (1954) Banda sonora de película.
- Forbidden Planet (1956) Videocinta; laserdisc MGM/UA Home Video, 1991; 2-DVD Warner edition, 2006.
- Jazz of Lights (1956) Banda sonora de película.
- Bridges-Go-Round (1958) una de los dos bandas sonoras alternativas, la otra la compuso Teo Macero.
- Crystal Growing (1959) Banda sonora de película.
- Music of Tomorrow (1960) Cinta.
- The Computer Age (1968) Banda sonora de película.
- Time Machine (1970) en Music from the Soundtrack of 'Destination Moon' and Other Themes, Cinema Records LP-8005.
- Space Boy (1971) Cinta; revisada y utilizada para la película del mismo nombre, 1973.
- More Than Human (1974) Banda sonora de película.
- Cannabis (1975) Banda sonora de película.
- The Circe Circuit (1982) Cinta.
- Elegy for a Dying Planet (1982) Cinta.
- New Age Synthesis II on Totally Wired (1986) Pennsylvania Public Radio Associates Cassette Series.
- What's the Big Hurry? (date unknown)  de Sid Davis Productions.
- Mixed Emotions de Bebe Barron (2000) CD.